# Harry Seidler
Harry Seidler (Viena, 25 de junio de 1923 - Sídney, 9 de marzo de 2006) fue un arquitecto australiano de origen austriaco, considerado uno de los máximos exponentes del movimiento moderno en Australia y el primer arquitecto en hablar de los conceptos de la Bauhaus en este país. 

## Biografía

### Infancia
Harry Seidler nació en Viena (Austria) en el seno de una familia judía. Tuvo que huir a Londres durante la Segunda Guerra Mundial  cuando la Alemania nazi invadió Austria en 1938. Más tarde en 1941 emigró a Canadá para alejarse de la guerra, en su diario reflejó este día como el más feliz de su vida.

## Obras

### Edificios comerciales

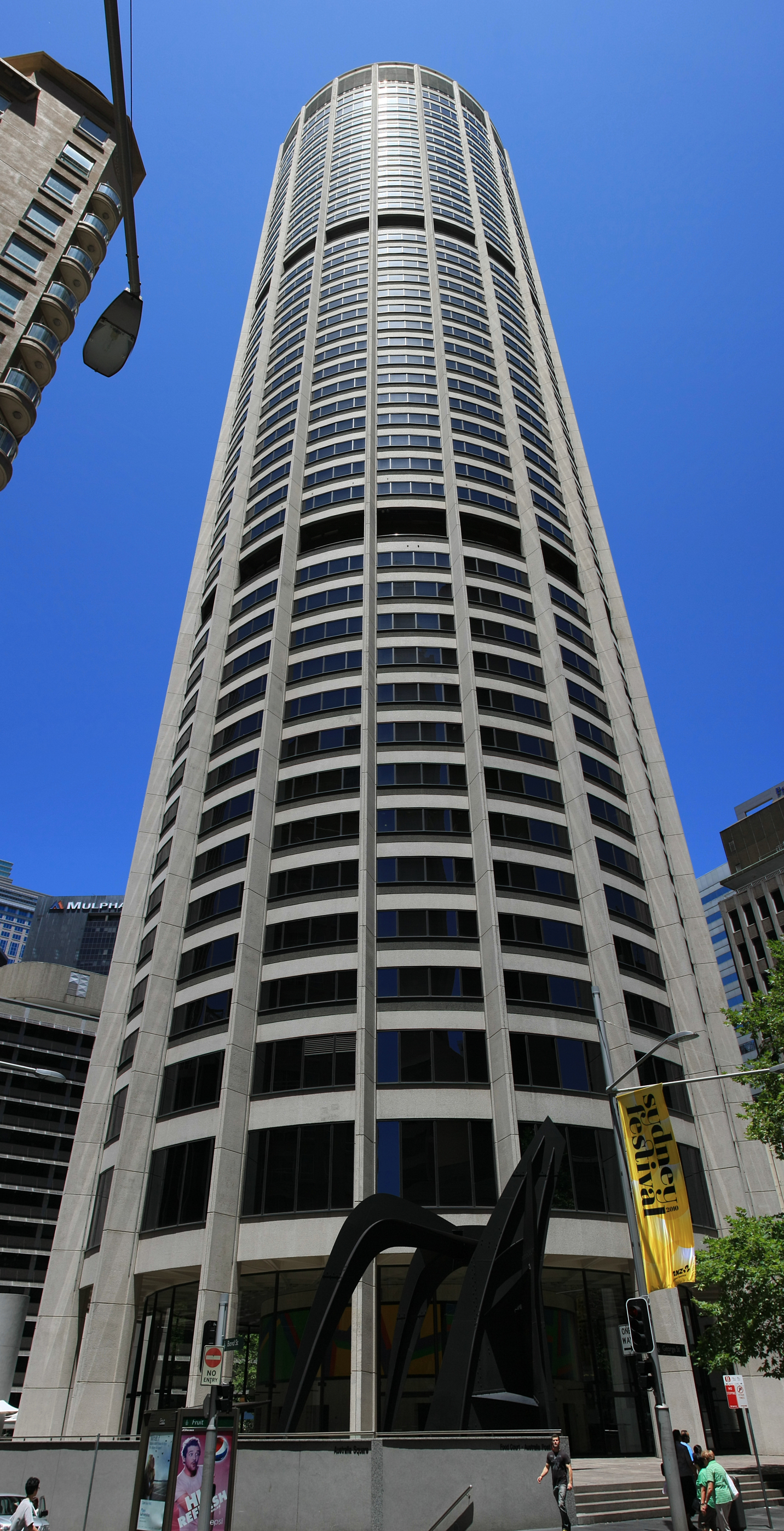
Australia Square, Sídney (1961-67)
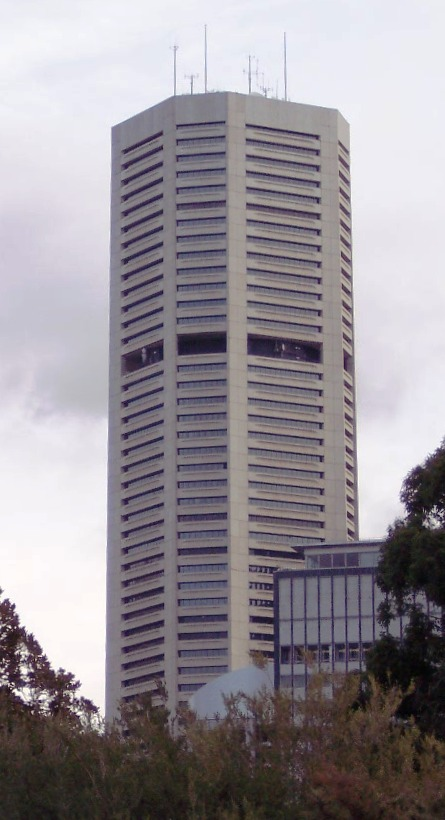
MLC Centre, Sídney (1972-75)
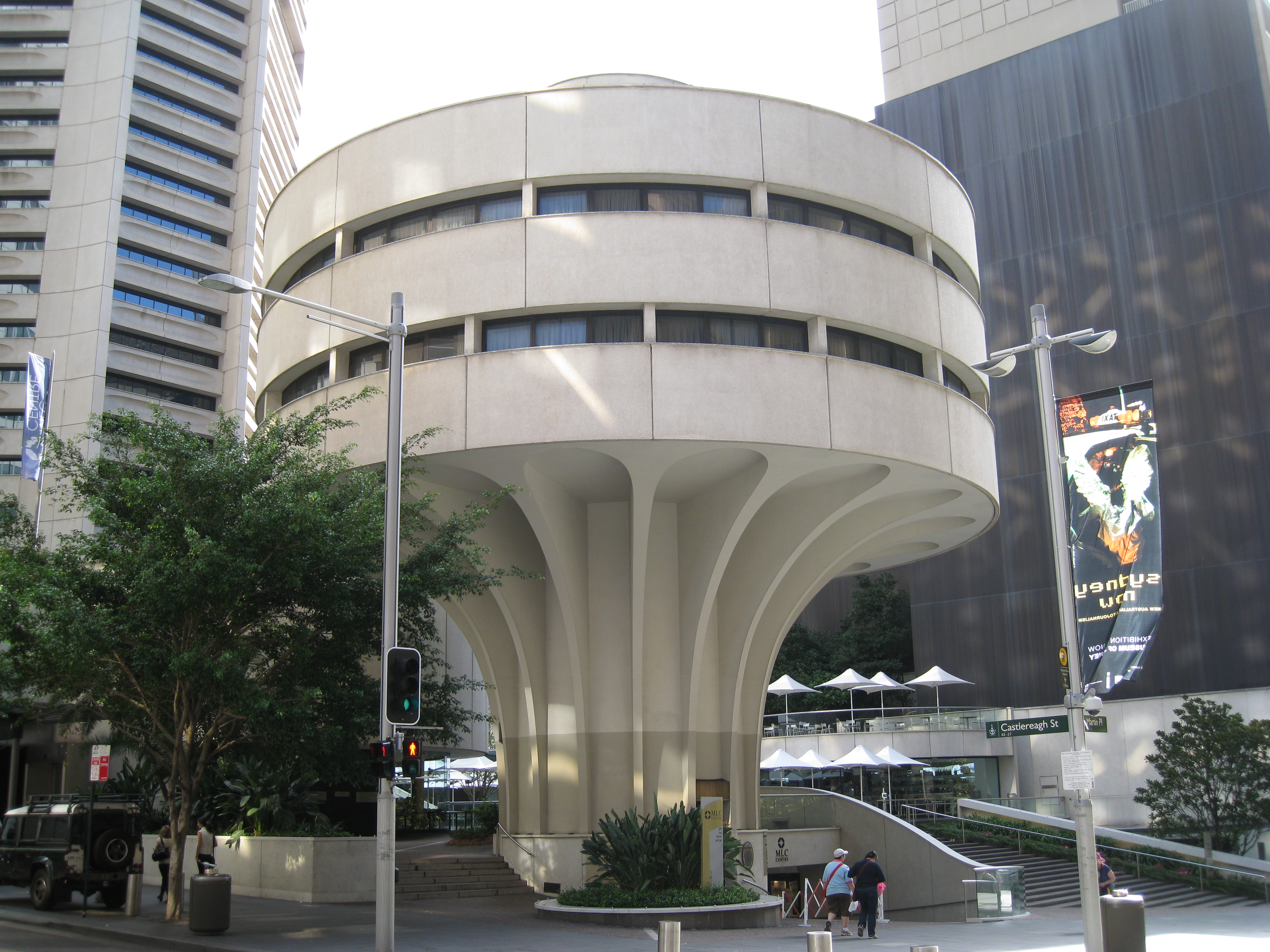
MLC Centre (Nebenbau), Sídney (1972-75)
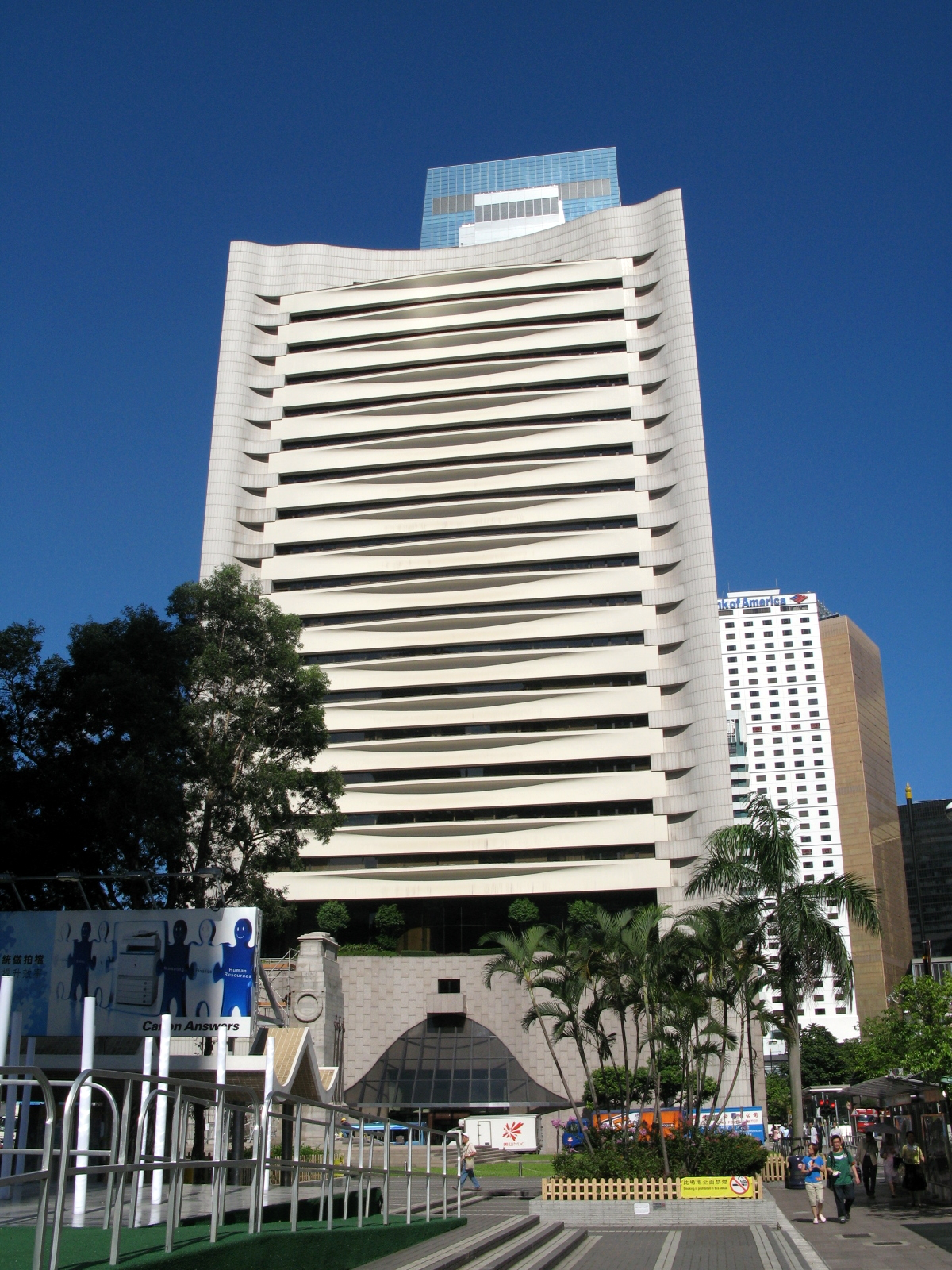
Hong Kong Club Building, Hong Kong, 1980
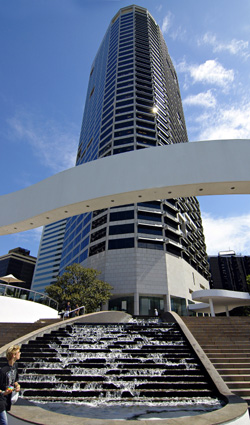
Riverside Centre, Brisbane (1983-86)
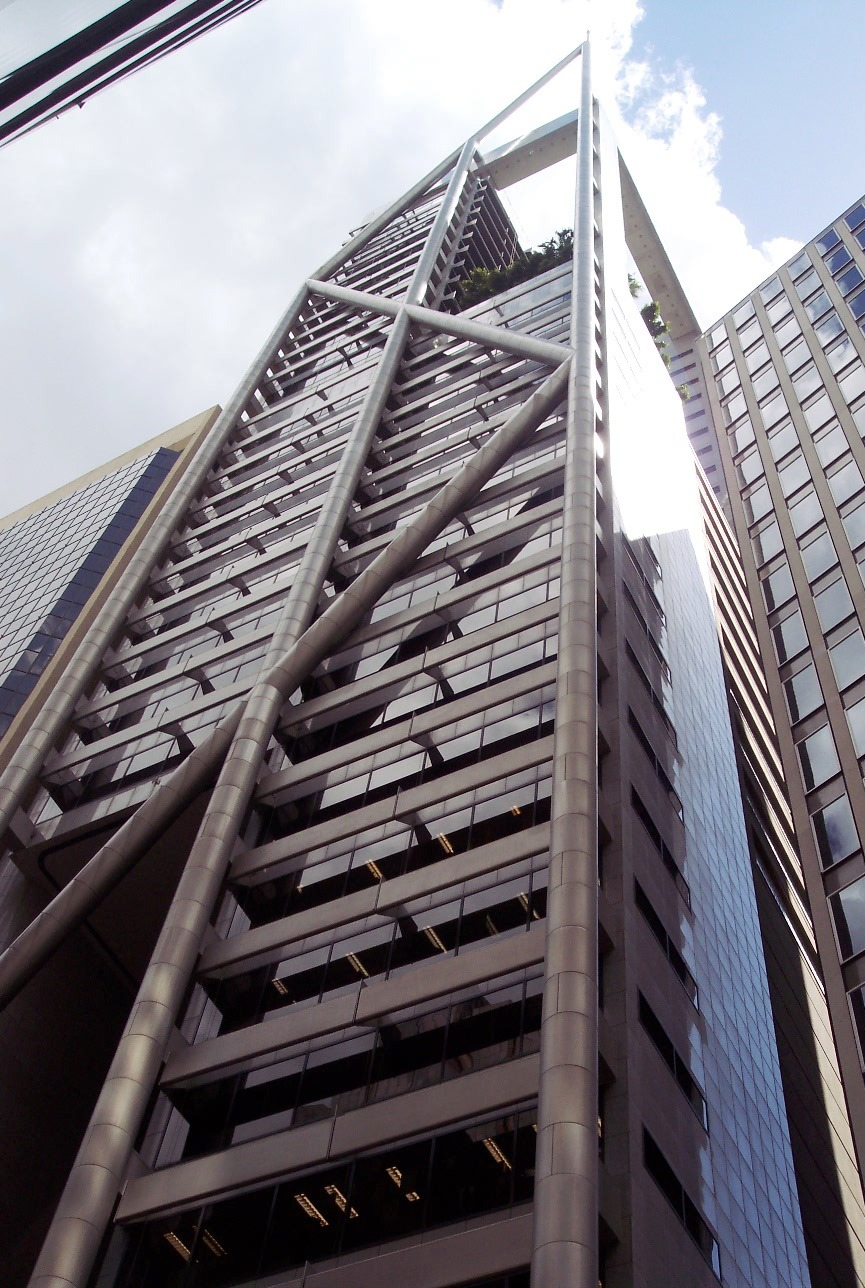
Castlereagh Centre (vormals Capita Centre), Sídney (1984-89)
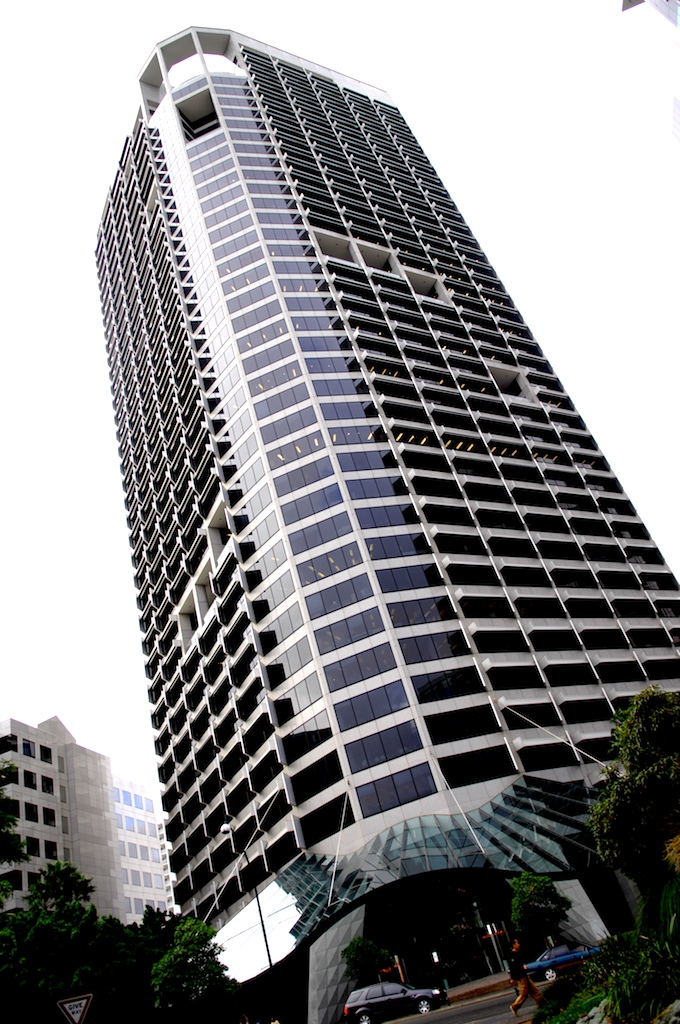
QV.1, Perth, (1988-1991)

### Uso mixto

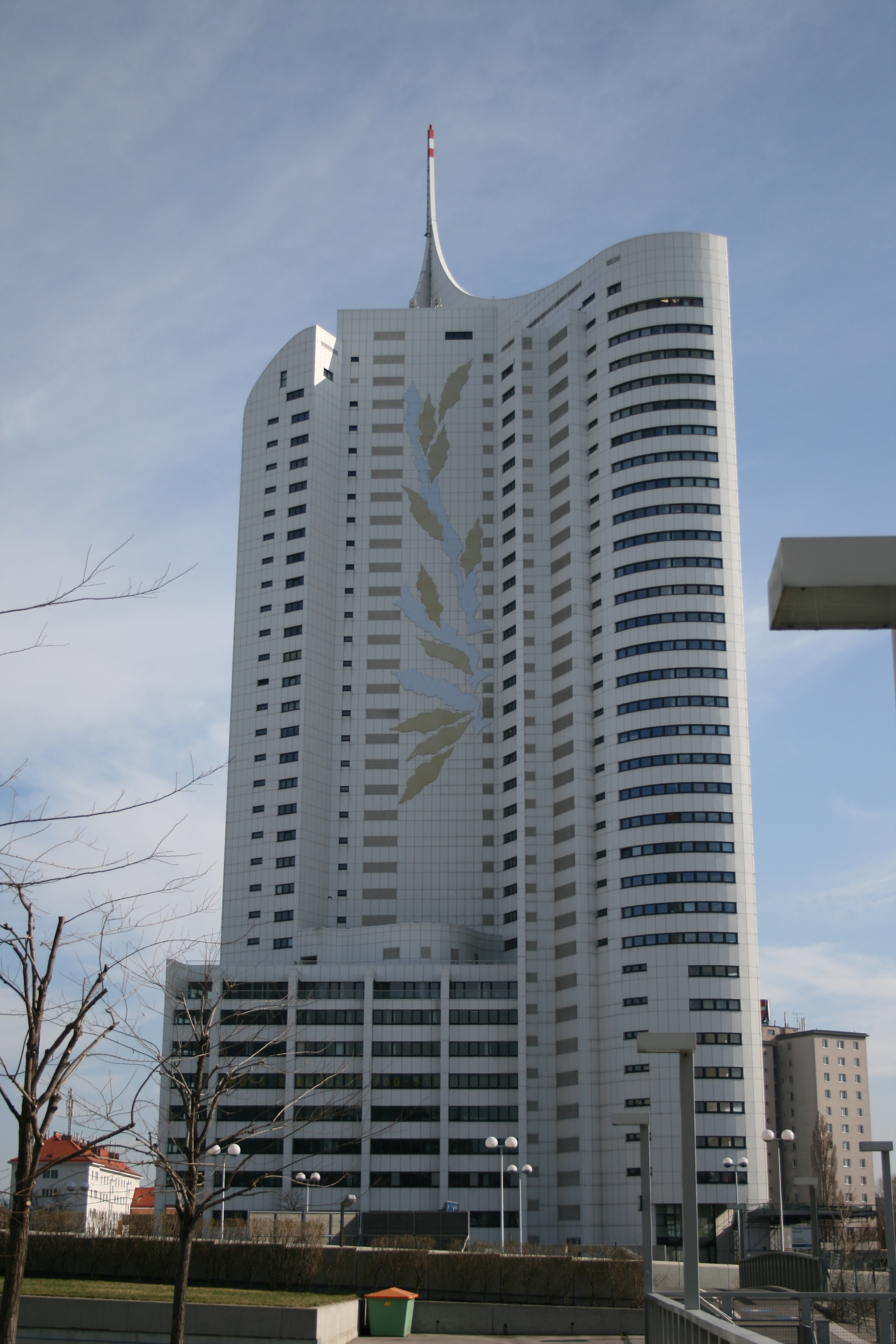
Hochhaus Neue Donau, Viena, Austria (1999-2002)
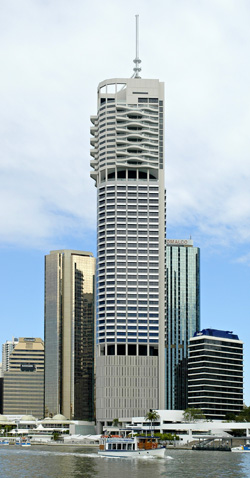
Riparian Plaza, Brisbane (1999-2005)

### Apartamentos

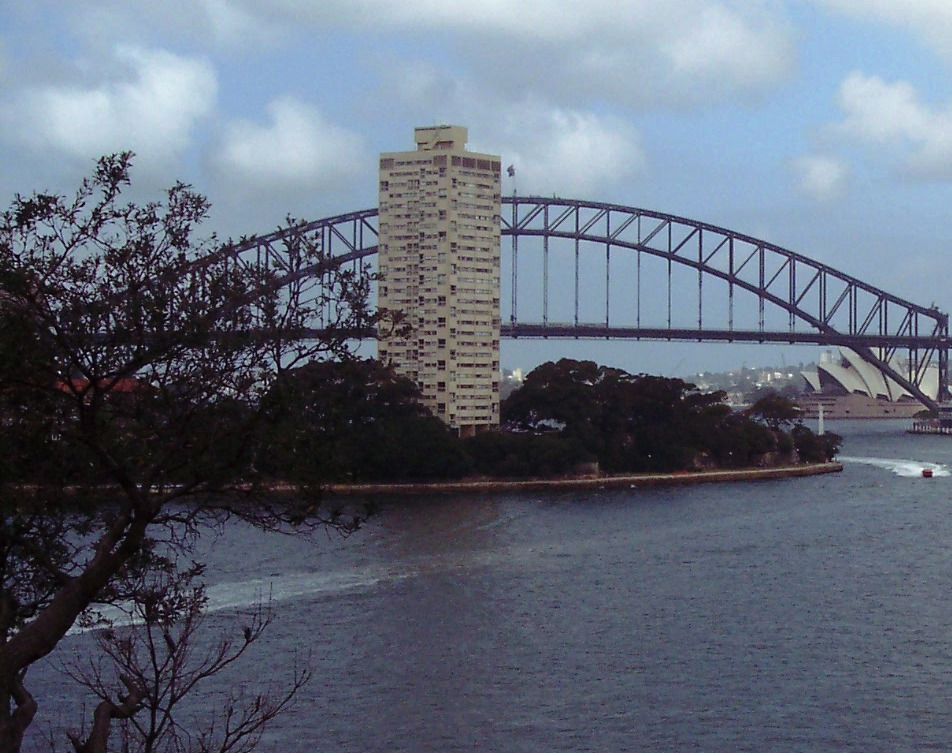
Blues Point Tower, McMahons Point, Sídney (1961)
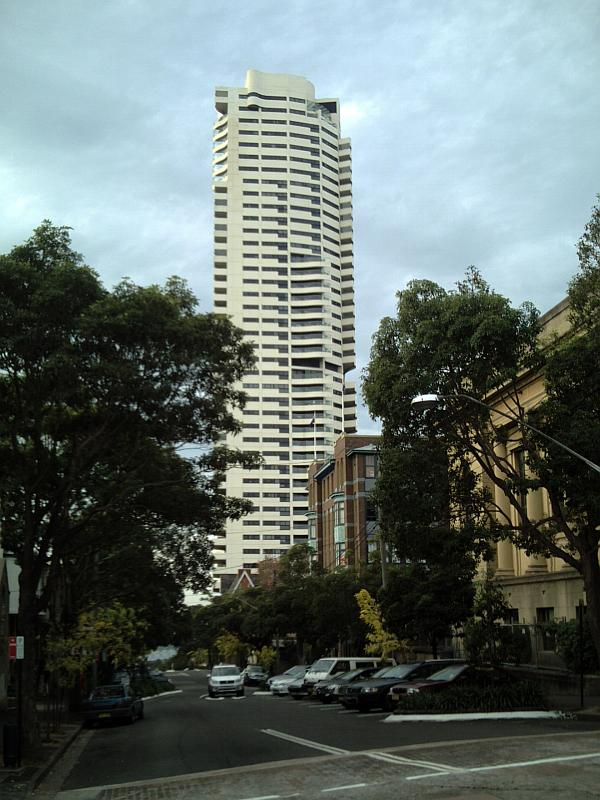
Horizon Apartments, Darlinghurst, Sídney (1990-98)
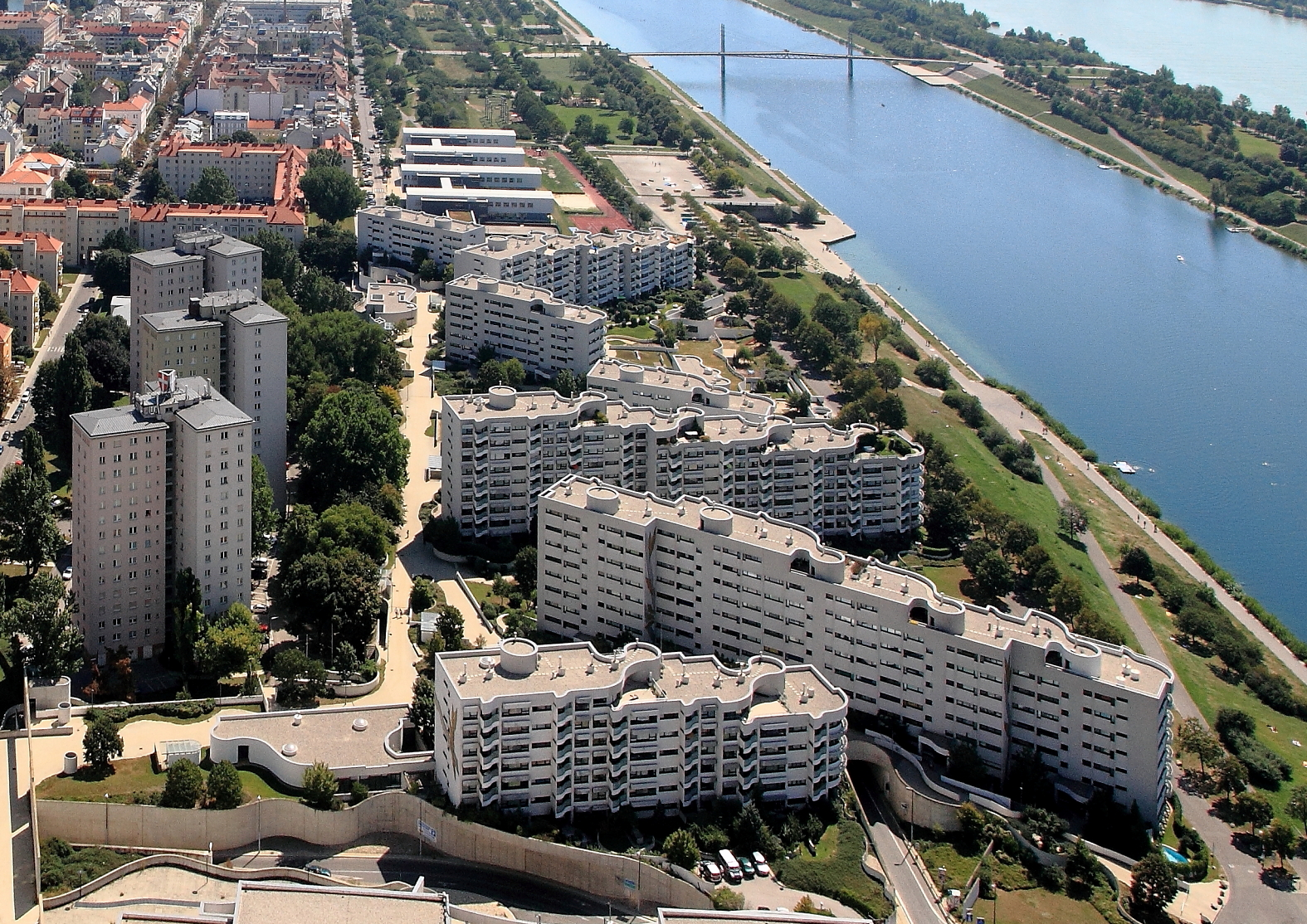
Wohnpark-Neue-Donau, Viena, Austria, 1993

### Casas privadas

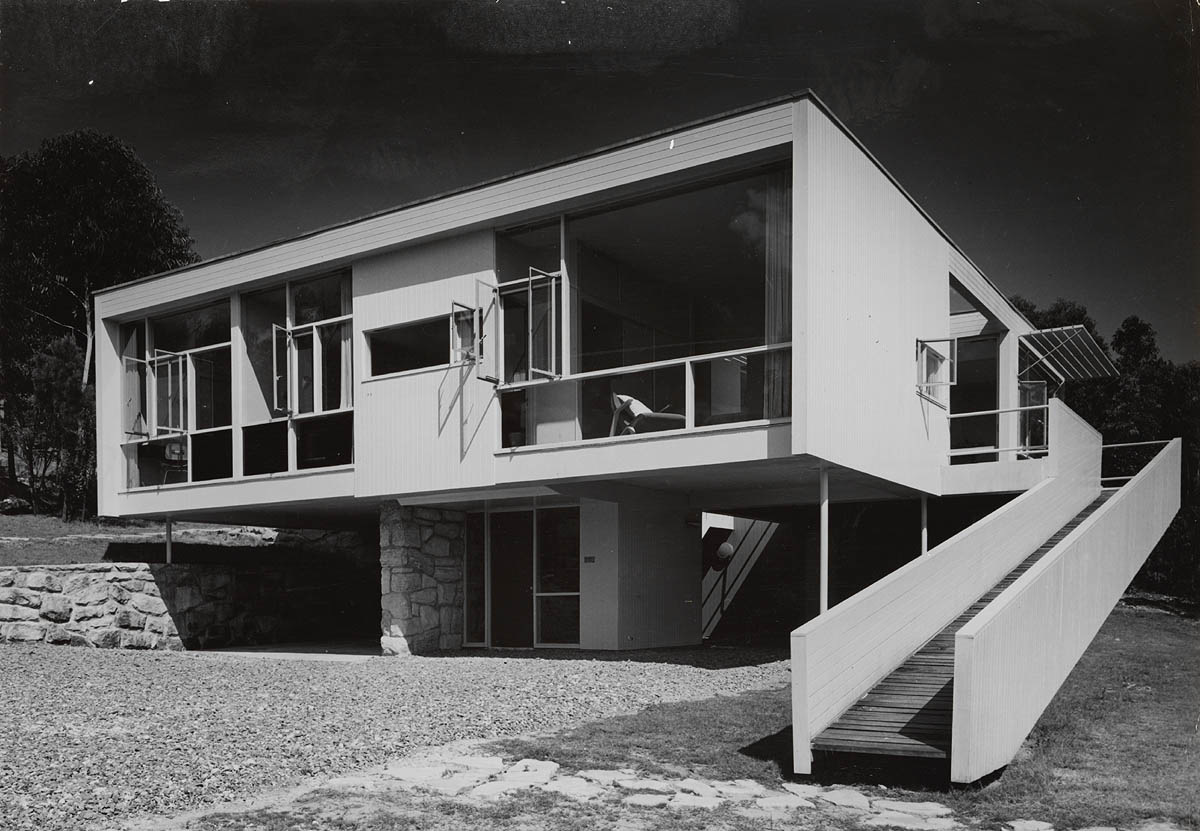
Rose Seidler House, Wahroonga, Sídney, (1948-50)